# Damernas K-2 500 meter i kanotsport vid olympiska sommarspelen 2008
Damernas K-2 500 meter vid olympiska sommarspelen 2008 hölls på Shunyi Olympic Rowing-Canoeing Park i Peking. 

## Medaljörer
| Gren           | Guld                               | Silver                                  | Brons                                     |
| K-2, 500 meter | Ungern Katalin Kovács Nataša Janić | Polen Beata Mikołajczyk Aneta Konieczna | Frankrike Marie Delattre Anne-Laure Viard |

## Resultat

### Heat

#### Heat 1
| Placering | Idrottare                          | Land           | Tid      | Noteringar |
| --------- | ---------------------------------- | -------------- | -------- | ---------- |
| 1         | Fanny Fischer, Nicole Reinhardt    | Tyskland       | 1:43.412 | QF         |
| 2         | Beata Mikołajczyk, Aneta Konieczna | Polen          | 1:44.631 | QF         |
| 3         | Michala Mruzkova, Jana Bláhová     | Tjeckien       | 1:45.104 | QF         |
| 4         | Anne Rikala, Jenni Mikkonen        | Finland        | 1:45.735 | QS         |
| 5         | Beatriz Manchon, Sonia Molanes     | Spanien        | 1:46.646 | QS         |
| 6         | Shinobu Kitamoto, Mikiko Takeya    | Japan          | 1:46.980 | QS         |
| 7         | Ivana Kmetová, Martina Koholova    | Slovakien      | 1:47.284 | QS         |
| 8         | Michele Eray, Bridgette Hartley    | Sydafrika      | 1:47.341 | QS         |
| 9         | Jessica Walker, Anna Hemmings      | Storbritannien | 1:47.435 |            |

#### Heat 2
| Placering | Idrottare                           | Land       | Tid      | Noteringar |
| --------- | ----------------------------------- | ---------- | -------- | ---------- |
| 1         | Katalin Kovács, Nataša Janić        | Ungern     | 1:42.162 | QF         |
| 2         | Marie Delattre, Anne-Laure Viard    | Frankrike  | 1:43.832 | QF         |
| 3         | Hannah Davis, Lyndsie Fogarty       | Australien | 1:45.124 | QF         |
| 4         | Kristin Ann Gauthier, Mylanie Barre | Kanada     | 1:46.129 | QS         |
| 5         | Yvonne Schuring, Viktoria Schwarz   | Österrike  | 1:46.980 | QS         |
| 6         | Stefania Cicali, Fabiana Sgori      | Italien    | 1:47.018 | QS         |
| 7         | Beatriz Gomes, Helena Rodrigues     | Portugal   | 1:47.588 | QS         |
| 8         | Xu Linbei, Wang Feng                | Kina       | 1:47.645 |            |

### Semifinal
| Placering | Idrottare                           | Land      | Tid      | Noteringar |
| --------- | ----------------------------------- | --------- | -------- | ---------- |
| 1         | Shinobu Kitamoto, Mikiko Takeya     | Japan     | 1:43.541 | QF         |
| 2         | Anne Rikala, Jenni Mikkonen         | Finland   | 1:44.624 | QF         |
| 3         | Yvonne Schuring, Viktoria Schwarz   | Österrike | 1:44.834 | QF         |
| 4         | Beatriz Manchon, Sonia Molanes      | Spanien   | 1:45.313 |            |
| 5         | Beatriz Gomes, Helena Rodrigues     | Portugal  | 1:46.021 |            |
| 6         | Stefania Cicali, Fabiana Sgori      | Italien   | 1:46.163 |            |
| 7         | Ivana Kmetová, Martina Koholova     | Slovakien | 1:46.380 |            |
| 8         | Michele Eray, Bridgette Hartley     | Sydafrika | 1:47.018 |            |
| 9         | Kristin Ann Gauthier, Mylanie Barre | Kanada    | 1:47.510 |            |

### Final
| Placering | Idrottare                          | Land       | Tid      | Noteringar |
| --------- | ---------------------------------- | ---------- | -------- | ---------- |
|           | Katalin Kovács, Nataša Janić       | Ungern     | 1:41.308 |            |
|           | Beata Mikołajczyk, Aneta Konieczna | Polen      | 1:42.092 |            |
|           | Marie Delattre, Anne-Laure Viard   | Frankrike  | 1:42.128 |            |
| 4         | Fanny Fischer, Nicole Reinhardt    | Tyskland   | 1:42.899 |            |
| 5         | Shinobu Kitamoto, Mikiko Takeya    | Japan      | 1:43.291 |            |
| 6         | Hannah Davis, Lyndsie Fogarty      | Australien | 1:43.969 |            |
| 7         | Anne Rikala, Jenni Mikkonen        | Finland    | 1:44.176 |            |
| 8         | Michala Mruzkova, Jana Bláhová     | Tjeckien   | 1:44.870 |            |
| 9         | Yvonne Schuring, Viktoria Schwarz  | Österrike  | 1:44.965 |            |